# 圣埃罗伊卢波波足球俱乐部
圣埃罗伊卢波波足球俱乐部（英語：FC Saint Eloi Lupopo）是民主刚果的一支足球队，隶属于国家最高级别的刚果民主共和国足球甲级联赛，球队位于卢本巴希。

## 成绩
- 刚果民主共和国足球甲级联赛: 6

1958, 1968, 1981, 1986, 1990, 2002
- 刚果杯: 1

1968
- 加丹加省联赛: 2

2001, 2003
- Vodacom挑战赛 titles: 1

2002

## 非冠成绩
- 非洲联赛冠军杯: 参赛3次

2003 - 第二轮
2006 - 第二轮
2007 - 预赛
- 非洲俱乐部冠军杯: 参赛4次

1969: 四分之一决赛
1982: 半决赛
1987: 第二轮
1991: 第一轮
- 非洲聯盟盃: 参赛2次

2005 - 第二轮
2006 - 小组赛